# Balvag
Der Balvag (engl. River Balvag; gäl. Abhainn Balvaig) ist ein schmaler, ungefähr zehn Kilometer langer Fluss, der dem Loch Voil nahe Balquhidder in Schottland entspringt und dann südwärts durch das Dorf Strathyre fließt, bevor er in das nördliche Ende von Loch Lubnaig fließt.